# Typhlodromus chanti
Typhlodromus chanti är en spindeldjursart som beskrevs av Hirschmann 1962. Typhlodromus chanti ingår i släktet Typhlodromus och familjen Phytoseiidae. Inga underarter finns listade i Catalogue of Life.